# St. Josef (Saarlouis)

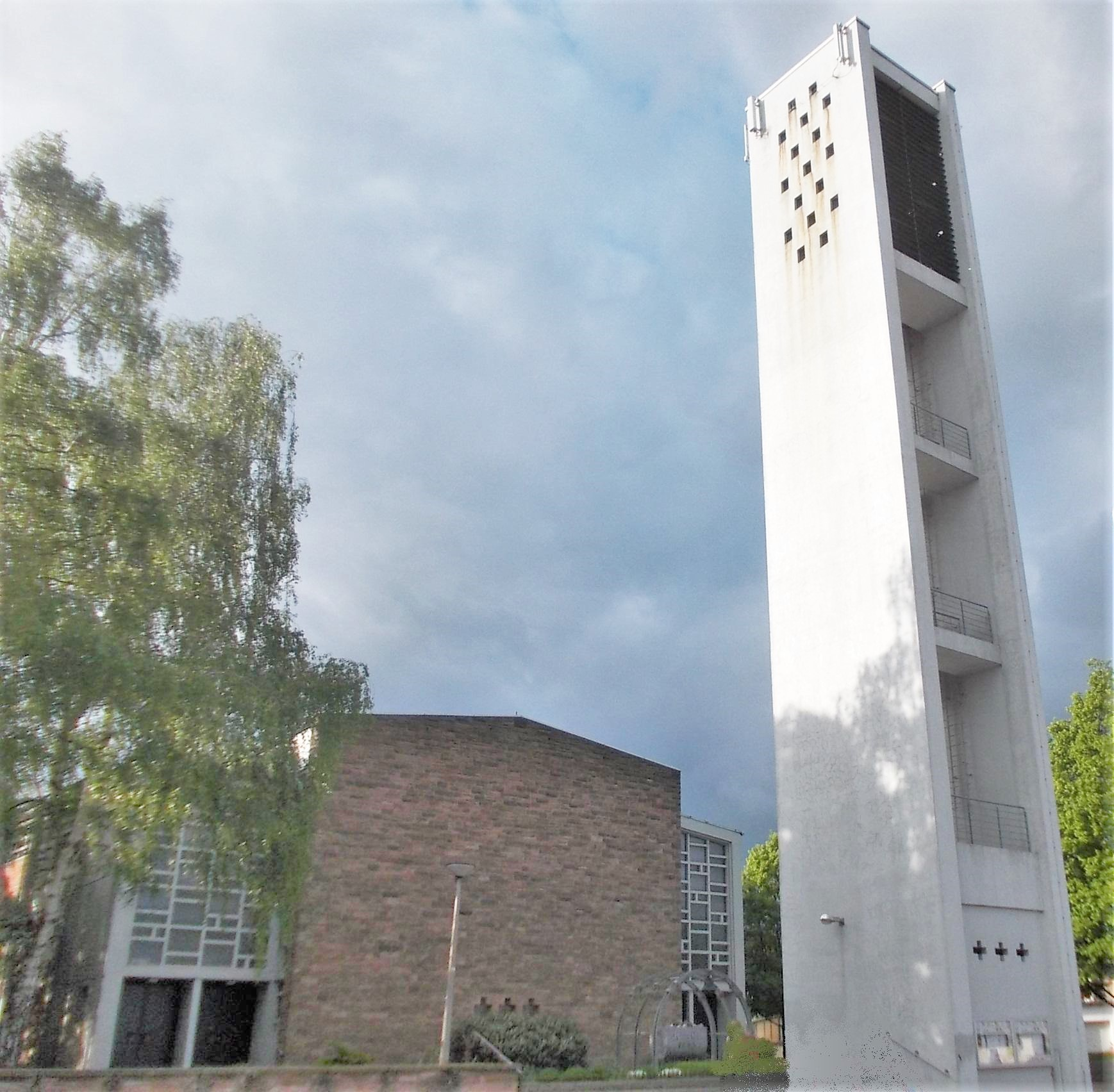
Kirche St. Josef

St. Josef ist eine römisch-katholische Kirche in Saarlouis-Fraulautern auf dem Kreuzberg, der Fraulauterner Siedlung.

## Geschichte
Nachdem der Ort Fraulautern nach dem Zweiten Weltkrieg deutlich wuchs, wurde am 24. August 1957 auf der Fraulauterner Siedlung, dem Kreuzberg, eine eigene Seelsorgestelle errichtet.
Am 1. Januar 1961 wurde die Seelsorgsstelle zur Pfarrei erhoben. Die Notkirche war zu dieser Zeit regelmäßig so überfüllt, dass einige Gemeindemitglieder draußen den Gottesdienst mitfeiern mussten.
Der Bau einer neuen Kirche wurde im November 1959 vom Bistum Trier genehmigt. Am 15. August 1960 fand der erste Spatenstich statt, am 1. Mai 1963 wurde die neue Kirche auf den Namen des heiligen Josef geweiht. Architekt der St.-Josefs-Kirche war Toni Laub aus Saarwellingen.

## Gebäude
Die Kirche ist etwa 20 Meter hoch und ist über einige Treppenstufen sowie über einen Weg vom Pfarrhaus aus zu erreichen. Während das eigentliche Gebäude etwa 20 Meter von der Straße entfernt ist, steht der etwa 35 Meter hohe Kirchturm mit dem Schaukasten direkt an der Straße.
Das Innere der Kirche verfügt über eine hölzerne Decke. An der Wand über dem Altar findet sich ein großes Abbild Jesu Christi am Kreuz, dessen Lippen zu einem Du geformt sind.
Das Kirchenschiff durchläuft eine Reihe bunter Kirchenfenster, welche sich am oberen Ende der Wände links und rechts befinden. In diese zwei Wände ist jeweils ein Beichtstuhl integriert.

## Orgel
Im Jahr 1982 wurde die Orgel der Kirche von der saarländischen Firma Hugo Mayer Orgelbau gebaut. Das Instrument befindet sich leicht versetzt auf der Empore, verfügt über insgesamt 16 Register, drei Normalkoppeln und Spielhilfen, zwei Manuale sowie Pedal.

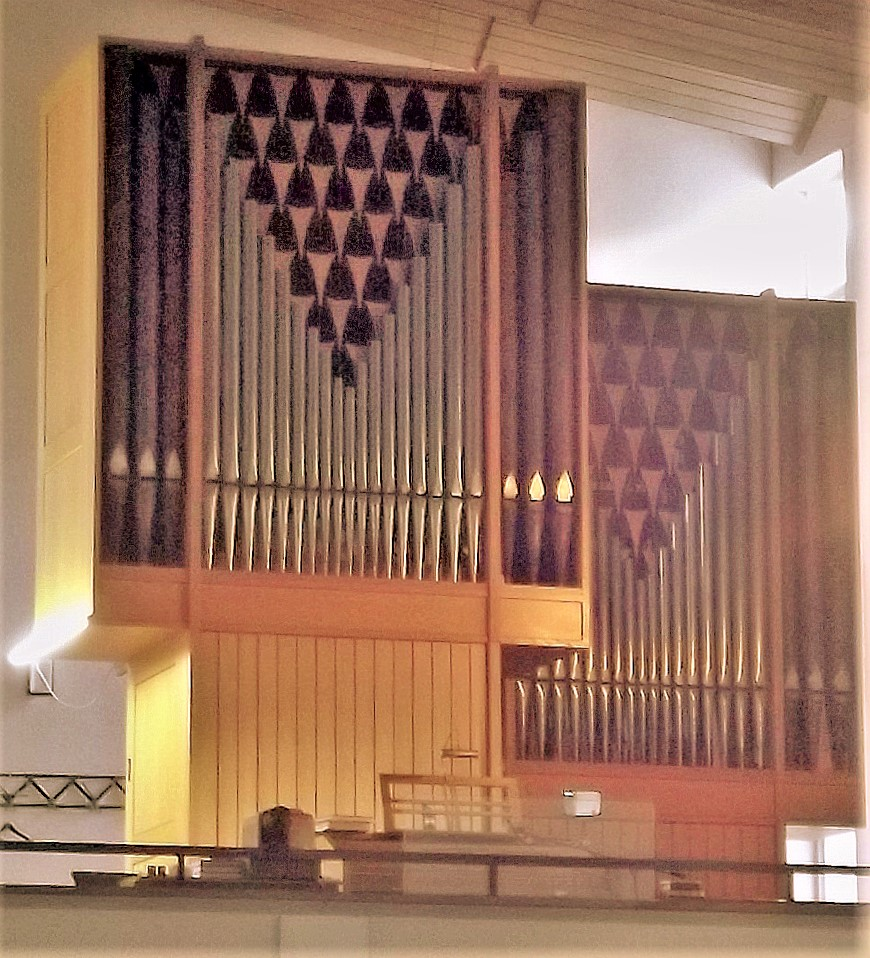
Die Kirchenorgel stammt aus dem Jahr 1982.

### Disposition
| I Hauptwerk C–g3 |             |       |
| 1.               | Principal   | 8′    |
| 2.               | Koppelflöte | 8′    |
| 3.               | Octave      | 4′    |
| 4.               | Doublette   | 2′    |
| 5.               | Mixtur IV   | 1 ⁄3′ |
| 6.               | Trompete    | 8′    |

| II Schwellpositiv C–g3 |                |    |
| 7.                     | Rohrflöte      | 8′ |
| 8.                     | Blockflöte     | 4′ |
| 9.                     | Principal      | 2′ |
| 10.                    | Sesquialter II |    |
| 11.                    | Scharff III    | 1′ |
| 12.                    | Krummhorn      | 8′ |
|                        | Tremulant      |    |

| Pedal C–f1 |             |     |
| 13.        | Subbaß      | 16′ |
| 14.        | Metallflöte | 8′  |
| 15.        | Choralbaß   | 4′  |
| 16.        | Fagott      | 16′ |

- Koppeln: II/I, I/P, II/P
- Spielhilfen: 2 freie Kombinationen, Tutti, Zungeneinzelabsteller

## Glocken

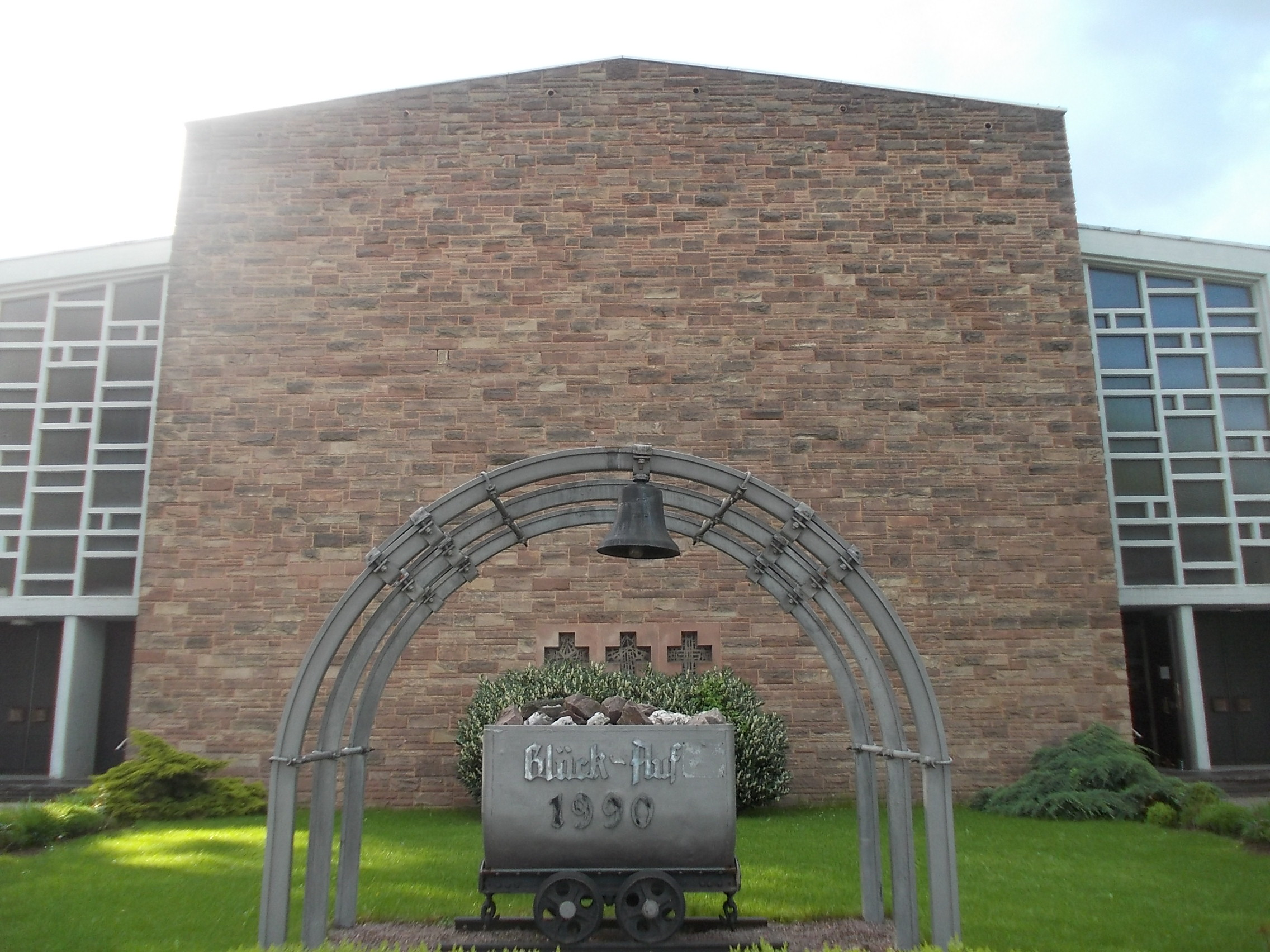
Kirchengebäude, davor Bergbau-Denkmal mit Glocke

Im Kirchturm befinden sich insgesamt drei Glocken, die über einen Schaltkasten in der Sakristei zu steuern sind. Die Glocken werden elektrisch angetrieben. In den ersten Jahren wurde das Läuten von Hand, also per Seil, durchgeführt.
Bis zum Jahr 2017 war zwischen Glockenturm und Kirchengebäude ein Denkmal der Bergleute mit einer Bronzeglocke aus dem Jahr 1918 montiert. Diese war bis 1944 die Glocke der Apollonia-Kapelle in Fraulautern.
Dieses Denkmal in Form eines Streckenausbaus befindet sich heute in der Nähe der Dreifaltigkeitskirche.
| Glocke | Schlagton | Material | Gewicht    | Durchmesser |
| ------ | --------- | -------- | ---------- | ----------- |
| 1      | a'        | Stahl    | ca. 500 kg | ca. 85 cm   |
| 2      | c''       | Stahl    | ca. 225 kg | ca. 70 cm   |
| 3      | d''       | Stahl    | ca. 115 kg | ca. 60 cm   |